# ツキノイチバン
ツキノイチバンとは、日本の競走馬。主な勝ち鞍に1994年の金盃およびアフター5スター賞。
追い出すことすらままならない脚部不安と戦いながら重賞2勝を含む無敗の11連勝を挙げ、1995年から開始される交流競走での活躍が待たれた矢先の競走中の事故により死亡した。

## デビュー前
1989年3月8日、門別町の中館牧場で生を受ける。父がロジータ、イナリワンを始め地方競馬で多くの活躍馬を輩出したミルジョージであり、調教師としてイナリワンなどを管理した福永二三雄は誕生の翌日に早々と入厩を決定。やがて育成牧場に送られるが、育成中に左前脚関節から骨液が抜けてしまう故障に見舞われ、競走馬としてのデビューすら危ぶまれる事態となったが、治療に全力を挙げるため3歳時は全休、南関東のクラシック路線も捨てざるを得なかった。

## 戦績
能力試験を経て1992年7月、大井競馬場での条件戦で、前の月にデビューしたばかりで能力試験の段階から乗っていた小安和也騎乗によりデビューし、2着に9馬身差をつけて勝利。この年は4戦して4戦とも快勝したが、11月の4走目ののちは脚元を休ませるため休養に入った。5歳となった1993年夏に復帰して2戦2勝、5歳3戦目のロマンチックナイト賞では2着に11馬身差をつける大差勝ちを演じた。年末のクリスマス賞では将来を見据えた競馬を進め、競走を中止してカラ馬のナイキサンライズに絡まれる厳しい展開になり小安曰く「唯一、不安になったレース」を克服して勝利した。
1994年、初戦のベイサイドカップより鞍上が小安から佐々木竹見へと変わったが、これは翌1995年から開始される交流競走を見据えてのものであった。ベイサイドカップで9連勝を達成ののち重賞戦線に姿を現す。金盃では、直前調教で初めて一杯の追い切りを行ったが、6ハロンを75秒で駆けるという時計を叩き出した。レースでは羽田盃、東京王冠賞勝ちの二冠馬ブルーファミリー、東京ダービー馬プレザントらを差し置いて1番人気に支持され、ブルーファミリーを下して重賞初制覇と同時にデビューから10連勝を達成。この後半年の休養を経て8月に復帰し、新設第1回のアフター5スター賞を勝って11連勝、南関東でのデビューからの無敗記録に並んだ。周囲で先々への期待が過熱する中で2か月の休養を入れ、10月27日のグランドチャンピオン2000へ出走し1番人気に迎えられる。レースでは中団から順調に競馬を進め、3コーナーではすでに3番手に付けていたが、4コーナー出口で左前脚に故障を発生。そのまま外に出して競走を中止すると、予後不良の診断がくだされ安楽死の処分となった。

## 競走成績
以下の内容は、JBISサーチおよびnetkeiba.comに基づく。
| 年月日     | 競馬場 | 競走名                   | 格   | 距離（馬場）  | 頭数 | 枠番 | 馬番 | 人気    | 着順 | タイム   | 着差 | 騎手       | 斤量 （kg） | 勝ち馬/（2着馬）       |
| ---------- | ------ | ------------------------ | ---- | ------------- | ---- | ---- | ---- | ------- | ---- | -------- | ---- | ---------- | ----------- | ---------------------- |
| 1992.07.05 | 大井   | サラ系4歳                |      | ダ1400m（良） | 12   | 8    | 12   | （1人） | 1着  | 1:28.2   | -1.8 | 小安和也   | 54          | （アームキング）       |
| 0000.09.15 | 大井   | サラ系4歳                |      | ダ1600m（良） | 10   | 2    | 2    | （1人） | 1着  | 1:46.3   | -0.9 | 小安和也   | 54          | （クニノシズカ）       |
| 0000.10.15 | 大井   | サラ系4歳                |      | ダ1500m（重） | 12   | 5    | 6    | （1人） | 1着  | 1:38.1   | -1.8 | 小安和也   | 54          | （ツネノピアン）       |
| 0000.11.08 | 大井   | サラ系一般C1十           |      | ダ1400m（良） | 9    | 4    | 4    | （1人） | 1着  | 1:29.7   | -0.6 | 小安和也   | 55          | （トウケイウェーブ）   |
| 1993.07.15 | 大井   | サラ系一般C1五・六       |      | ダ1400m（良） | 10   | 7    | 8    | （1人） | 1着  | 1:28.1   | -2.2 | 小安和也   | 55          | （ウィンザメイモン）   |
| 0000.07.29 | 大井   | みずがめ座特別           | C1二 | ダ1700m（良） | 14   | 8    | 14   | （1人） | 1着  | 1:48.7   | -0.3 | 小安和也   | 55          | （スイジンカイザー）   |
| 0000.08.30 | 大井   | ロマンチックナイト賞     | B3二 | ダ1700m（良） | 10   | 5    | 5    | （1人） | 1着  | 1:46.9   | -2.3 | 小安和也   | 55          | （レインボーブラザー） |
| 0000.12.25 | 大井   | クリスマス賞             | B2二 | ダ1800m（良） | 14   | 4    | 6    | （1人） | 1着  | 1:56.2   | -0.3 | 小安和也   | 55          | （リーフラン）         |
| 1994.01.18 | 大井   | ベイサイドC              | B1   | ダ1800m（稍） | 13   | 3    | 3    | （1人） | 1着  | 1:52.9   | -1.2 | 佐々木竹見 | 54          | （キタサンカムイ）     |
| 0000.02.28 | 大井   | 金盃                     |      | ダ2000m（良） | 15   | 3    | 4    | （1人） | 1着  | 2:04.9   | -0.1 | 佐々木竹見 | 51          | （ブルーファミリー）   |
| 0000.08.30 | 大井   | アフター5スター賞        |      | ダ1800m（良） | 10   | 5    | 5    | （1人） | 1着  | 1:52.8   | -0.7 | 佐々木竹見 | 55          | （グローリータイガー） |
| 0000.10.27 | 大井   | グランドチャンピオン2000 |      | ダ2000m（良） | 13   | 8    | 13   | （1人） |      | 競走中止 |      | 佐々木竹見 | 57          | サクラハイスピード     |

## 血統表
| ツキノイチバンの血統                  | ツキノイチバンの血統           | ツキノイチバンの血統       | （血統表の出典）            | （血統表の出典）            |
| 父系                                  | ミルリーフ系                   | ミルリーフ系               | ミルリーフ系                | [ § 2 ]                     |
| 父 ミルジョージ Mill George 1975 鹿毛 | 父の父Mill Reef 1968 鹿毛      | Never Bend 1960            | Nasrullah 1940              | Nasrullah 1940              |
| 父 ミルジョージ Mill George 1975 鹿毛 | 父の父Mill Reef 1968 鹿毛      | Never Bend 1960            | Lalun 1952                  |                             |
| 父 ミルジョージ Mill George 1975 鹿毛 | 父の父Mill Reef 1968 鹿毛      | Milan Mill 1962            | Princequillo 1940           | Princequillo 1940           |
| 父 ミルジョージ Mill George 1975 鹿毛 | 父の父Mill Reef 1968 鹿毛      | Milan Mill 1962            | Virginia Water 1953         |                             |
| 父 ミルジョージ Mill George 1975 鹿毛 | 父の母Miss Charisma 1967 鹿毛  | Ragusa 1960                | Ribot 1952                  | Ribot 1952                  |
| 父 ミルジョージ Mill George 1975 鹿毛 | 父の母Miss Charisma 1967 鹿毛  | Ragusa 1960                | Fantan 1952                 |                             |
| 父 ミルジョージ Mill George 1975 鹿毛 | 父の母Miss Charisma 1967 鹿毛  | マタテイナ Matatina 1960   | Grey Sovereign 1948         | Grey Sovereign 1948         |
| 父 ミルジョージ Mill George 1975 鹿毛 | 父の母Miss Charisma 1967 鹿毛  | マタテイナ Matatina 1960   | Zanzara 1951                |                             |
| 母 エンゼルスキー 1983 鹿毛           | 母の父マルゼンスキー 1974 鹿毛 | Nijinsky 1967              | Northern Dancer 1961        | Northern Dancer 1961        |
| 母 エンゼルスキー 1983 鹿毛           | 母の父マルゼンスキー 1974 鹿毛 | Nijinsky 1967              | Flaming Page 1959           |                             |
| 母 エンゼルスキー 1983 鹿毛           | 母の父マルゼンスキー 1974 鹿毛 | シル Shill 1970            | Buckpasser 1963             | Buckpasser 1963             |
| 母 エンゼルスキー 1983 鹿毛           | 母の父マルゼンスキー 1974 鹿毛 | シル Shill 1970            | Quill 1956                  |                             |
| 母 エンゼルスキー 1983 鹿毛           | 母の母ミスカイリユウ 1968 鹿毛 | マロツト Marot 1959        | Ribot 1952                  | Ribot 1952                  |
| 母 エンゼルスキー 1983 鹿毛           | 母の母ミスカイリユウ 1968 鹿毛 | マロツト Marot 1959        | Macchietta 1946             |                             |
| 母 エンゼルスキー 1983 鹿毛           | 母の母ミスカイリユウ 1968 鹿毛 | リユウノボル 1961          | ソロナウエー Solonaway 1946 | ソロナウエー Solonaway 1946 |
| 母 エンゼルスキー 1983 鹿毛           | 母の母ミスカイリユウ 1968 鹿毛 | リユウノボル 1961          | ミスツルミ 1956             |                             |
| 母系(F-No.)                           | フリヂデイテイー系(FN:9-d)     | フリヂデイテイー系(FN:9-d) | フリヂデイテイー系(FN:9-d)  | [ § 3 ]                     |
| 5代内の近親交配                       | Ribot 4×4=12.50%               | Ribot 4×4=12.50%           | Ribot 4×4=12.50%            | [ § 4 ]                     |
| 出典                                  | 1. 2. 3. 4.                    | 1. 2. 3. 4.                | 1. 2. 3. 4.                 | 1. 2. 3. 4.                 |

- 半妹にエンゼルプリンセス（いで湯賞）[9]